# Doğanlı, Tufanbeyli
Doğanlı là một xã thuộc huyện Tufanbeyli, tỉnh Adana, Thổ Nhĩ Kỳ. Dân số thời điểm năm 2009 là 875 người.